# 1993 год в спорте
Список 1993 год в спорте описывает спортивные события, произошедшие в 1993 году.

## Россия
- МХЛ в сезоне 1992/1993;
- Первая лига ПФЛ 1993;
- Первенство России по хоккею с мячом среди команд первой лиги 1992/1993;
- Первенство России среди юношей по международным шашкам 1993;
- Чемпионат России по волейболу среди женщин 1992/1993;
- Чемпионат России по конькобежному спорту в классическом многоборье 1993;
- Командный чемпионат России по спидвею 1993;
- Создан баскетбольный клуб «Москва»;
- Чемпионат России по современному пятиборью среди женщин 1993

### Волейбол
- Чемпионат России по волейболу среди женщин 1992/1993;
- Чемпионат России по волейболу среди женщин 1993/1994;
- Чемпионат России по волейболу среди мужчин 1992/1993;
- Чемпионат России по волейболу среди мужчин 1993/1994;

### Футбол
- Первая лига ПФЛ 1993;
- Вторая лига ПФЛ 1993;
- ФК «Анжи» в сезоне 1993;
- ФК «Спартак» Москва в сезоне 1993;
- ФК «Ротор» в сезоне 1993;
- Чемпионат России по футболу 1993;
- Созданы клубы:
  - «Автомобилист» (Южно-Сахалинск);
  - «Ангушт»;
  - «Вест»;
  - «Гигант» (Воскресенск);
  - «Данков»;
  - «Диана» (Волжск);
  - «Дигора»;
  - «Динамо» (Пермь);
  - «Ерцаху»;
  - «Источник»;
  - «КАМАЗ-2»;
  - «Колос» (Быково);
  - «Колос-д»;
  - МИТОС;
  - «Монолит»;
  - «Реформация»;
  - «Спартак-Арктикбанк»;
  - «Хопёр»;
  - «Чертаново»;
- Расформирован клуб «Горняк» (Грамотеино);
- Созданы мини-футбольные клубы:
  - «Зенит»;
  - «Локомотив» (Одесса);
  - «Норильский никель»;

#### Женский футбол
- Матчи женской сборной России по футболу 1993;
- Чемпионат России по футболу среди женщин 1993;
- Создан женский клуб КАМАЗ;
- Расформирован женский клуб «Интеррос»;

### Хоккей с мячом
- Первенство России по хоккею с мячом среди команд первой лиги 1992/1993;
- Первенство России по хоккею с мячом среди команд первой лиги 1993/1994;
- Чемпионат России по хоккею с мячом 1992/1993;

## Международные события
- Кубок Кремля 1993;
  - Кубок Кремля 1993 в одиночном разряде;
  - Кубок Кремля 1993 в парном разряде;

### Чемпионаты Европы
- Чемпионат Европы по фигурному катанию 1993;

### Чемпионаты мира
- Чемпионат мира по академической гребле 1993;
- Чемпионат мира по биатлону 1993;
- Чемпионат мира по борьбе 1993;
- Чемпионат мира по конькобежному спорту в классическом многоборье среди женщин 1993;
- Чемпионат мира по спортивной гимнастике 1993;
- Чемпионат мира по художественной гимнастике 1993;
- Чемпионат мира по фигурному катанию 1993;
- Чемпионат мира по международным шашкам среди женщин 1993;

#### Чемпионат мира по лёгкой атлетике 1993
- Бег на 10 000 метров (женщины);
- Бег на 10 000 метров (мужчины);
- Бег на 100 метров (мужчины);
- Бег на 110 метров с барьерами (мужчины);
- Бег на 1500 метров (мужчины);
- Бег на 200 метров (мужчины);
- Бег на 3000 метров с препятствиями (мужчины);
- Бег на 400 метров (мужчины);
- Бег на 400 метров с барьерами (мужчины);
- Бег на 5000 метров (мужчины);
- Бег на 800 метров (мужчины);
- Метание диска (мужчины);
- Метание копья (мужчины);
- Прыжки в высоту (женщины);
- Прыжки в высоту (мужчины);
- Прыжки в длину (женщины);
- Прыжки в длину (мужчины);
- Прыжки с шестом (мужчины);
- Толкание ядра (мужчины);
- Тройной прыжок (женщины);
- Тройной прыжок (мужчины);

### Баскетбол
- Европейская лига ФИБА 1992/1993;
- Европейская лига ФИБА 1993/1994;
- Чемпионат Европы по баскетболу 1993;
- Чемпионат мира по баскетболу среди ветеранов 1993;

### Волейбол
- Всемирный Кубок чемпионов по волейболу среди женщин 1993;
- Всемирный Кубок чемпионов по волейболу среди мужчин 1993;
- Кубок европейских чемпионов по волейболу среди женщин 1992/1993;
- Кубок европейских чемпионов по волейболу среди женщин 1993/1994;
- Мировая лига 1993;
- Мировой Гран-при по волейболу 1993;
- Чемпионат Азии по волейболу среди женщин 1993;
- Чемпионат Азии по волейболу среди мужчин 1993;
- Чемпионат Африки по волейболу среди женщин 1993;
- Чемпионат Африки по волейболу среди мужчин 1993;
- Чемпионат Европы по волейболу среди женщин 1993;
- Чемпионат Европы по волейболу среди женщин 1993 (квалификация);
- Чемпионат Европы по волейболу среди мужчин 1993;
- Чемпионат Европы по волейболу среди мужчин 1993 (квалификация);
- Чемпионат мира по волейболу среди женщин 1994 (квалификация);
- Чемпионат мира по волейболу среди мужчин 1994 (квалификация);
- Чемпионат Северной, Центральной Америки и Карибского бассейна по волейболу среди женщин 1993;
- Чемпионат Северной, Центральной Америки и Карибского бассейна по волейболу среди мужчин 1993;
- Чемпионат Украины по волейболу среди женщин 1992/1993;
- Чемпионат Украины по волейболу среди женщин 1993/1994;
- Чемпионат Украины по волейболу среди мужчин 1992/1993;
- Чемпионат Украины по волейболу среди мужчин 1993/1994;
- Чемпионат Южной Америки по волейболу среди женщин 1993;
- Чемпионат Южной Америки по волейболу среди мужчин 1993;

### Снукер
- Asian Open 1993;
- British Open 1993;
- Dubai Classic 1993;
- European Open 1993 (1992/1993);
- European Open 1993 (1993/1994);
- International Open 1993;
- Irish Masters 1993;
- Гран-при 1993;
- Мастерс 1993;
- Открытый чемпионат Уэльса по снукеру 1993;
- Официальный рейтинг снукеристов на сезон 1992/1993;
- Официальный рейтинг снукеристов на сезон 1993/1994;
- Снукерный сезон 1992/1993;
- Снукерный сезон 1993/1994;
- Чемпионат Великобритании по снукеру 1993;
- Чемпионат мира по снукеру 1993;

### Футбол
- Матчи сборной России по футболу 1993;
- Матчи сборной СНГ по футболу;
- Кубок Либертадорес 1993;
- Кубок обладателей кубков УЕФА 1993/1994;
- Кубок чемпионов КОНКАКАФ 1993;
- Кубок обладателей кубков УЕФА 1992/1993;
- Кубок обладателей кубков УЕФА 1993/1994;
- Международный футбольный кубок 1993;
- Финал Кубка обладателей кубков УЕФА 1993;

### Хоккей с шайбой
- Драфт НХЛ 1993;
- Матч всех звёзд НХЛ 1993;
- НХЛ в сезоне 1992/1993;
- НХЛ в сезоне 1993/1994;
- Чемпионат мира по хоккею с шайбой 1993;

### Шахматы
- Матч за звание чемпиона мира по шахматам по версии ПША 1993;
- Матч за звание чемпиона мира по шахматам по версии ФИДЕ 1993;

## Моторные виды спорта
- Формула-1 в сезоне 1993;
- Ралли Лондон — Сидней;

## Персоналии

### Родились
- 17 января — Анастасия Назаренко, российская гимнастка; олимпийская чемпионка 2012 года по художественной гимнастике в групповом многоборье.
- 23 января — Мухамад Хибалов, российский чеченский штангист.
- 27 сентября — Моника Пуиг, пуэрто-риканская теннисистка; олимпийская чемпионка 2016 года в одиночном разряде.